# Schrattenbach
Schrattenbach osztrák község Alsó-Ausztria Neunkircheni járásában. 2019 januárjában 371 lakosa volt. 

## Elhelyezkedése

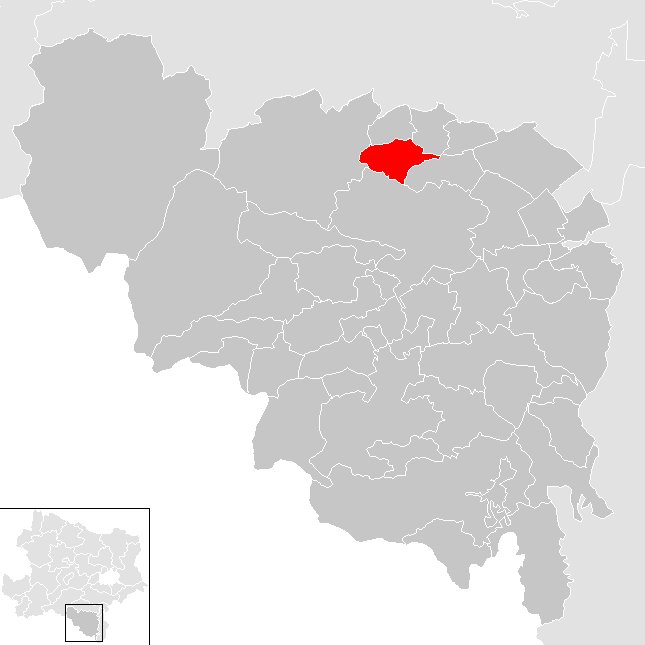
Schrattenbach a Neunkircheni járásban

Schrattenbach Alsó-Ausztria Industrieviertel régiójában fekszik a Schneeberg-hegységtől keletre. Területének 63%-a erdő. Az önkormányzat 5 településrészt illetve falut egyesít: Greith (70 lakos 2019-ben), Gutenmann (7), Hornungstal (73), Rosental (179), Schrattenbach (42). 
A környező önkormányzatok: északra Grünbach am Schneeberg, északkeletre Höflein an der Hohen Wand, keletre Würflach, délre Ternitz, nyugatra Puchberg am Schneeberg. 

## Története
Az ember legrégebbi nyoma a község területén egy mintegy ötezer éves cserép Vénusz-szobor, amelyet a várhegyen találtak és amelyről így feltételezik, hogy valamilyen kultuszhely lehetett. A hely a bronzkorban (i.e. 900 körül) is lakott volt. A népvándorlás végén szlávok telepedtek meg a régióban. Német telepesek 1042 után érkeztek, miután Pittennél győzelmet arattak a magyarok fölött és a határt a Lajta folyóhoz tolták.  
Schrattenstein vára 1182-ben jelenik meg először írott dokumentumban egy bizonyos Chalhoch de Stratensteine nevében. A vár és a környező falvak sokszor cseréltek gazdát, míg az erőd a Mátyás magyar királlyal folytatott harcokban súlyosan meg nem rongálódott. A 16. század közepén már rom volt. A mezőgazdaságból élő kis falvak gazdasági fejlődése 1823-ban indult meg, amikor Grünbachban szenet találtak, majd a 19. század végén megindult az idegenforgalom, amely különösen a Schneebergbahn 1897-es megnyitásával kapott lendületet. 

## Lakosság
A schrattenbachi önkormányzat területén 2019 januárjában 371 fő élt. A lakosságszám 1869 óta 350-380 között ingadozik. 2017-ben a helybeliek 93,7%-a volt osztrák állampolgár; a külföldiek közül 2,7% a régi (2004 előtti), 3% az új EU-tagállamokból érkezett. 2001-ben a lakosok 89,6%-a római katolikusnak, 9% pedig felekezeten kívülinek vallotta magát. Ugyanekkor egy magyar élt a községben.
| 2016 | 353 |
| 2018 | 363 |

## Látnivalók
- Schrattenstein várának romjai

## Fordítás
- Ez a szócikk részben vagy egészben  a   Schrattenbach című német Wikipédia-szócikk ezen változatának fordításán alapul.  Az eredeti cikk szerkesztőit annak laptörténete sorolja fel. Ez a jelzés csupán a megfogalmazás eredetét és a szerzői jogokat jelzi, nem szolgál a cikkben szereplő információk forrásmegjelöléseként.